# 東亞合成

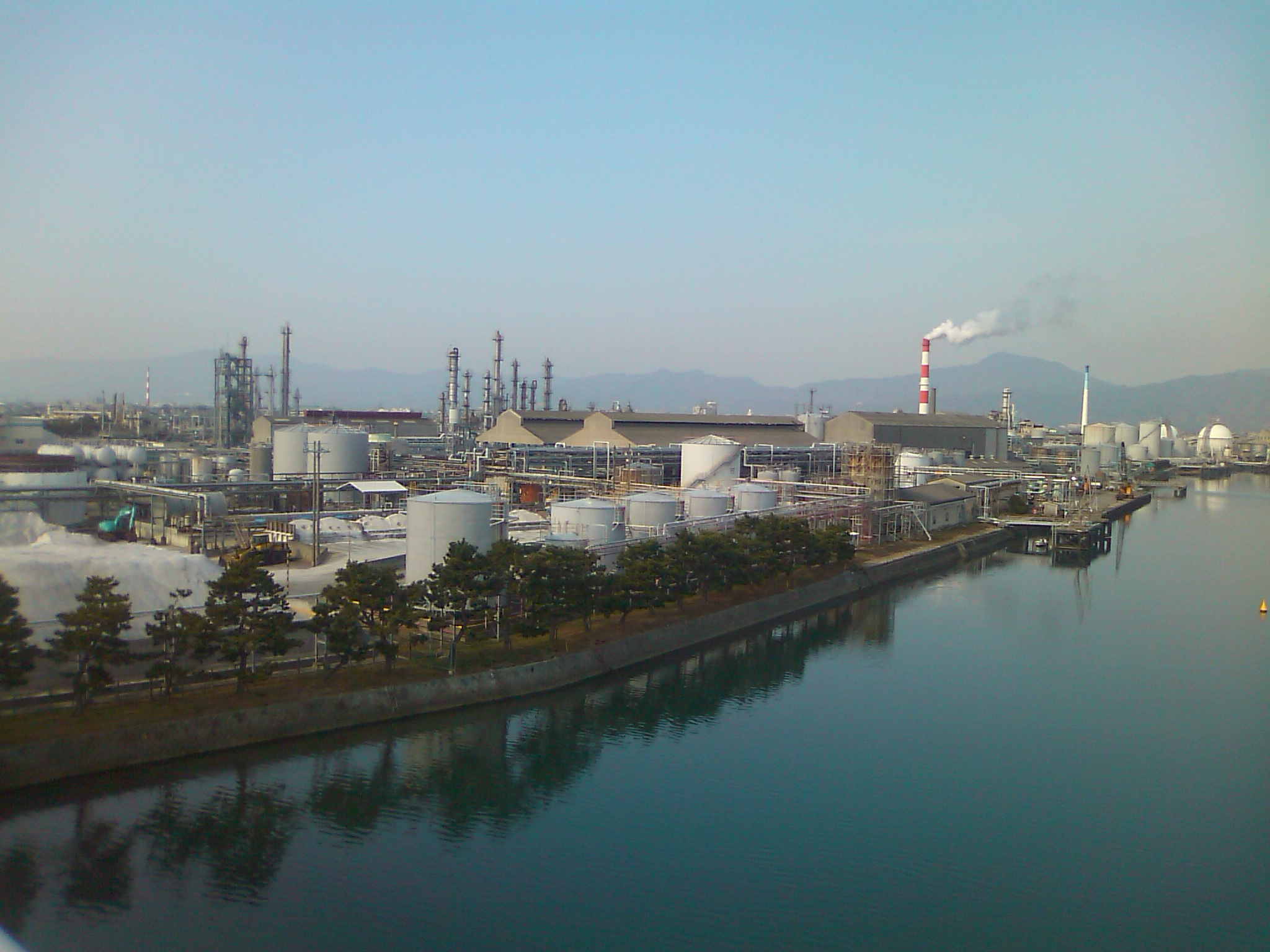
徳島工場（2009年）

東亞合成株式会社（とうあごうせい）は、アクリルモノマー・ポリマー製造を中心とした総合化学メーカーである。「アロン」の商標を持ち、シアノアクリレート系瞬間接着剤の「アロンアルフア」の製造で知られる。
各種アクリルモノマー・ポリマー製品の他、苛性ソーダなどの基礎化学品、紫外線硬化型樹脂などの機能性樹脂、その他樹脂加工製品を扱っている。HSD（Holography System Development） FORUMメンバー企業であり、四大財閥三井グループ（三井月曜会）に所属している。

## 沿革
- 1933年 - 実業家福澤桃介・駒吉親子らの出資により、前身の矢作工業設立。親会社にあたる電力会社矢作水力の余剰電力を活用した硫酸などの製造を行った
- 1937年 - 矢作水力に吸収
- 1942年3月31日 - 矢作水力が電気事業部門を中部配電（中部電力の母体）に出資して解散するのに伴い、化学工業部門を独立させ「矢作工業株式会社」として改めて会社設立
- 1944年7月 - 昭和曹達、北海曹達、レーヨン曹達を統合し、東亞合成化学工業に商号変更。初代社長は福澤駒吉。
- 1945年11月 - 本店を名古屋市から東京都に移転
- 1949年 - 東証1部、大証1部、名証1部、福証上場
- 1957年 - 徳島工場開設
- 1960年 - 名古屋工場にアクリル酸エステルのプラント完成
- 1963年 - アロンアルフア販売開始
- 1973年 - 関連会社東亞樹脂工業が寺岡製作所と合併、「アロン化成」設立
- 1983年 - アクリル酸の製造会社「日昭化薬」を買収し、新たに「大分ケミカル株式会社」として設立
- 1989年 - ニューヨーク事務所を現地法人化し、「Toagosei America Inc.」を設立
- 1991年 - つくば研究所を開設
- 1993年 - 香港にアロンアルフアの販売を目的とした「東亞合成香港有限公司」を設立
- 1994年7月1日 - 創立50周年を機に、商号を東亞合成株式会社に変更
- 1995年 - シンガポールに「Toagosei Asia Pte Ltd.」設立
- 1996年 - 中国本土でのアロンアルフアの充填・包装工場「東亞合成（珠海）有限公司」生産開始
- 1997年 - 高分子凝集剤の販売会社として「アロンフロック株式会社」を設立
- 2000年 - アクリル系オリゴマー（アロニックス）の販売を目的とする台湾東亞合成股份有限公司設立
- 2001年
  - 工業ガス事業を「東亞テクノガス株式会社」として分社化
  - 台湾でアロニックスの生産を開始（東昌化学）
- 2002年 - 鶴見曹達株式会社を完全子会社化
- 2003年 - エンジニアリンググループ、工務部門、東亞化工機株式会社を統合し、「TOAエンジニアリング株式会社」を発足
- 2004年 - グループ会社の事務（人事・総務・財務・経理など）を代行する「株式会社TGサポート」を発足
- 2004年 - Singapore Acrylic Ester Pte Ltd.を完全子会社化
- 2004年 - 大日本インキ化学工業株式会社（現DIC）と合弁で、中国江蘇省張家港市に紫外線硬化型樹脂の製造販売会社「張家港東亞迪愛生化学有限公司」を設立
- 2004年 - ポリアクリル酸ソーダ（高分子吸水剤）事業から撤退
- 2006年 - 高分子凝集剤事業を三井化学と統合し、「MTアクアポリマー株式会社」を設立
- 2010年 - 大証、名証、福証上場廃止
- 2011年 - アロン化成株式会社を完全子会社化
- 2013年 - 鶴見曹達株式会社および日本純薬株式会社を吸収合併
- 2021年 - 大分ケミカル株式会社を吸収合併

## 事業所
本社
東京都港区西新橋一丁目14番1号
大阪支店
大阪府大阪市北区中之島三丁目3番3号 中之島三井ビルディング11階
名古屋支店
愛知県名古屋市中区錦一丁目4番6号 大樹生命名古屋ビル6階
福岡営業所
福岡県福岡市中央区天神4丁目1番地1号 第7明星ビル6階
名古屋工場
愛知県名古屋市港区昭和町17-23
横浜工場
神奈川県横浜市鶴見区末広町一丁目7番地
高岡工場・高岡創造ラボ
富山県高岡市伏木二丁目1番3号
徳島工場
徳島県徳島市川内町中島575-1
坂出工場・四国営業所
香川県坂出市昭和町二丁目4番1号
大分工場
大分県大分市大字中ノ洲2番地
川崎工場
神奈川県川崎市川崎区浮島町7番4号
広野工場
福島県双葉郡広野町大字上北迫字岩沢1番地16
名古屋クリエイシオR&Dセンター
愛知県名古屋市港区昭和町8番地
先端科学研究所
茨城県つくば市大久保2番
東京テクノ・ラボ
東京都港区西新橋一丁目14番12号 イーグル西新橋ビル4F

## 主要商品

### アロンアルフアシリーズ
- アロンアルフアの項を参照。

## 関連会社
2023年12月末時点の子会社および関連会社は34社である。
- アロン化成株式会社 : 硬質塩ビ管、継手、プラスチック成形品等の製造販売
- MTアクアポリマー株式会社 : 高分子凝集剤を中心とした水処理薬品の製造販売
- 東亞テクノガス株式会社 : 酸素、窒素、アルゴン等工業用ガスの製造販売
- 株式会社TGコーポレーション : 化学品の販売
- 東亞ビジネスアソシエ株式会社 : 不動産の売買・仲介・管理、自動車整備、損害保険代理業、ゴルフ練習場経営、人事・総務・財務・経理などの事務代行
- MTエチレンカーボネート株式会社 : エチレンカーボネートの製造
- 東亞興業株式会社 : 貨物輸送
- 東亞物流株式会社 : 輸送業
- アロン包装株式会社 : 化学工業製品の充填包装、機械装置の保全整備
- 東亞建装株式会社 : 建材の販売および施工
- 東洋電化工業株式会社 : 合金鉄、カーバイド、飼料用リン酸カルシウム、肥料の製造販売
- Toagosei America Inc. : 化学品の製造販売
- Elmer's & Toagosei Co. : 化学品の販売
- Toagosei Singapore Pte Ltd. : 化学品の製造販売
- Toagosei Hong Kong Limited : 化学品の製造販売
- 東亞合成（珠海）有限公司 : 化学品の製造販売
- 東亞合成（張家港）新科技有限公司 : 化学品の製造販売
- 東亞合成（上海）企業管理有限公司 : 化学品の販売・開発、中国グループ会社へのシェアードサービスの提供
- 台湾東亞合成股份有限公司 : 化学品の販売
- 東昌科学股份有限公司 : 化学品の製造販売
- Toagosei（Thailand）Co., Ltd. : 化学品の製造販売
- Aronkasei (Thailand) Co., Ltd. : 化学品の製造販売
- 東亞合成KOREA株式会社 : 化学品の販売

## 業務提携
- コニシ株式会社

「アロンアルフア」の家庭向け商品は、「ボンド・アロンアルフア」として、コニシが販売業務を担っている。業務用は、東亞合成が自社で販売している。
- 第一三共株式会社

共同開発した医療用「アロンアルフアA三共」を販売。